# Gertrude Himmelfarb
Gertrude Himmelfarb, también conocida como Bea Kristol (Nueva York, 8 de agosto de 1922-Washington D. C., 30 de diciembre de 2019), fue una historiadora estadounidense especializada en la sociedad y cultura de la Edad Contemporánea, considerada autoridad en historia de las ideas y la Era victoriana.

## Biografía
Graduada en el Brooklyn College (1942) y doctora por la University of Chicago (1950). También estudió en el Seminario Teológico Judío de Nueva York y en el Girton College de la Cambridge University. En 1942 se casó con Irving Kristol, el padrino del neoconservadurismo, con quien tuvo dos hijos: Elizabeth Nelson y William Kristol, comentarista político y editor del The Weekly Standard. Su hermano pequeño, Milton Himmelfarb, fue un escritor sobre temas judíos.
Fue profesor emérito de la Graduate School de la Universidad de la Ciudad de Nueva York. Recibió multitud de premios y grados honoríficos. Fue miembro del Council of Scholars of the Library of Congress (Biblioteca del Congreso), el Council of Academic Advisors del American Enterprise Institute, y el Council of the National Endowment for the Humanities. Fue miembro de la British Academy y de la American Academy of Arts and Sciences. En 1991 ejerció la Jefferson Lecture bajo los auspicios del National Endowment for the Humanities, y en 2004 recibió la National Humanities Medal otorgada por el presidente de los Estados Unidos.
Aunque se la ha identificado como conservadora, en el Reino Unido fue admirada por Gordon Brown, ex primer ministro y exlíder del Labour Party quien la ha citado con frecuencia en sus discursos y ha recomiendado sus libros. Su introducción a la edición británica de Roads to Modernity, de 2008, comienza diciendo: «Desde hace tiempo admiro la obra histórica de Gertrude Himmelfarb, en particular su amor a la historia de las ideas, y su trabajo me ha acompañado desde que yo era estudiante de historia en la Universidad de Edimburgo».
Falleció en su domicilio a los noventa y siete años.

## Obras
- Lord Acton: A Study of Conscience and Politics (1952)
- Darwin and the Darwinian Revolution (1959)
- Victorian Minds (1968)[5]
- On Liberty and Liberalism: The Case of John Stuart Mill (1974)[6]
- The Idea of Poverty: England in the Early Industrial Age (1984)[7][8][9]
- Marriage and Morals Among the Victorians (1986)
- The New History and the Old (1987)[10]
- Poverty and Compassion: The Moral Imagination of the Late Victorians (1991)[11][12]
- On Looking into the Abyss: Untimely Thoughts on Culture and Society (1994)[13]
- The De-Moralization of Society: From Victorian Virtues to Modern Values (1995)[14][15]
- One Nation, Two Cultures (2001)
- The Roads to Modernity: The British, French, and American Enlightenments (2004)
- The Moral Imagination: From Edmund Burke to Lionel Trilling (2006)
- The Jewish Odyssey of George Eliot (2009)[16]